# Ervin Muric
Pas d'image ? Cliquez ici

a Compétitions nationales et continentales officielles uniquement.

b Matchs officiels uniquement.
Dernière mise à jour le 08/10/2021.
Ervin Muric, né le 3 janvier 1997, est un joueur belge de rugby à XV qui évolue au poste d'ailier.

## Biographie
Ervin Muric, originaire d'Athus, est formé au CSCE Luxembourg. Il est alors détecté par la fédération belge, et il intègre l'équipe de Belgique des moins de 18 ans en 2015, de même que l'équipe des moins de 19 ans à sept. 
A ses 18 ans, il retourne en Belgique et rejoint l'ASUB Waterloo. Il joue ensuite avec la sélection belge des moins de 20 ans, avant d'intégrer en 2016 la sélection sénior. Il décroche alors sa première sélection face à la Moldavie.
En 2017, il part en Angleterre et rejoint l'Hartpury College (en) qui évolue en BUCS Super Rugby (en). Son départ en Angleterre ne l'éloigne pas de la sélection, et il découvre même l'équipe de Belgique de rugby à sept. En 2018, il a l'occasion de porter à deux reprises les couleurs du Hartpury University RFC, le club professionnel lié à l'Hartpury College et qui évolue en RFU Championship. En fin de saison, son équipe universitaire joue la finale nationale, disputée au Stade de Twickenham. Il inscrit un essai pendant la finale, remportée par son équipe. Il est également élu joueur de l'année du championnat par les fans, et nommé dans l'équipe de l'année élue par les entraîneurs. 
Après la fin de son cursus universitaire, il signe à l'intersaison 2020 un contrat professionnel en faveur de l'Hartpury University RFC. 
Puis il décide de « changer d’air » et prend la direction de la France : il signe un contrat d'un an plus une année en option en faveur du RC Suresnes, qui évolue en Nationale.

## Statistiques

### En sélection
| Année | Compétition      | Matchs | Points | Essais | Transf. | Drops | Pénal. |
| ----- | ---------------- | ------ | ------ | ------ | ------- | ----- | ------ |
| 2016  | ENC 1B 2014-2016 | 2      | -      | -      | -       | -     | -      |
| 2017  | REC              | 2      | 10     | 2      | -       | -     | -      |
| 2018  | REC              | 3      | -      | -      | -       | -     | -      |
| 2019  | REC              | 4      | -      | -      | -       | -     | -      |
| 2020  | REC              | 1      | -      | -      | -       | -     | -      |
| Total | Total            | 12     | 10     | 2      | -       | -     | -      |

| Essai | Adversaire | Lieu                                              | Compétition | Date            | Résultat | Score |
| ----- | ---------- | ------------------------------------------------- | ----------- | --------------- | -------- | ----- |
| 1     | Russie     | Petit Heysel, Bruxelles                           | REC 2017    | 17 février 2017 | Défaite  | 18-25 |
| 1     | Allemagne  | Sparda-Bank-Hessen-Stadion, Offenbach-sur-le-Main | REC 2017    | 4 mars 2017     | Défaite  | 34-29 |